# Morten Anderson
Morten Anderson (født 19. august 1980 i Kalundborg) er en dansk kommunikationskonsulent hos Københavns Kommune. Han blev i marts 2023 valgt som formand for Danmarks Cykle Union, og 19. april 2024 forlod han posten på grund af personlige årsager.